# 2204 Lyyli
2204 Lyyli је Марсов тројански астероид са пречником од приближно 25,16 .
Афел астероида је на удаљености од 3,643 астрономских јединица (АЈ) од Сунца, а перихел на 1,536 АЈ.
Ексцентрицитет орбите износи 0,406, инклинација (нагиб) орбите у односу на раван еклиптике 20,556 степени, а орбитални период износи 1522,644 дана (4,168 године).
Апсолутна магнитуда астероида је 12,70 а геометријски албедо 0,023.
Астероид је откривен 3. марта 1943. године.